# 殷鸿寿
殷鸿寿（1867年—1932年）字献臣，直隶天津人，中华民国军事将领。

## 生平
殷鸿寿是清朝優附生。光緖二十一年（1895年），任昌图府八面城照磨。
1912年7月20日，殷鸿寿任口北道。1913年3月6日至1914年1月7日，任范阳观察使。1914年1月7日至6月10日，殷鸿寿任苏州镇守使。1914年6月10日，殷鸿寿出任苏常道道尹。1916年1月27日，殷鸿寿兼任苏常镇守使。
1919年10月10日，获授将军府广威将军。1920年任京师警察厅总监。1922年1月16日，殷鸿寿获授上将衔。